# Weekapaug (Rhode Island)
Weekapaug es un lugar designado por el censo ubicado en el condado de Washington en el estado estadounidense de Rhode Island. En el año 2010 tenía una población de 425 habitantes.

## Geografía
Weekapaug se encuentra ubicado en las coordenadas 41°20′28.01″N 71°45′50.73″O / 41.3411139, -71.7640917.